# Nhà thờ Chúa hóa bánh và cá ra nhiều
Nhà thờ Chúa hóa bánh và cá ra nhiều là một nhà thờ Công giáo ở Tabgha, trên vùng bờ tây bắc của Biển hồ Galilee, Israel, giữa Magdala và Caphácnaum. Nhà thờ này xây dựng trên di tích của một nhà thờ thế kỷ thứ 4 và một nhà thờ thế kỷ thứ 5, ở địa điểm được cho là nơi Chúa Giêsu đã làm phép lạ hóa 5 tấm bánh và hai con cá ra nhiều, đủ cho hơn 5.000 người ăn (Phúc âm Mátthêu 14: 13-21).

## Lịch sử
Việc ghi chép sớm nhất về một nhà thờ tưởng niệm việc Chúa Giêsu làm phép hóa 5 chiếc bánh và hai con cá ra nhiều cho 5.000 người ăn no, đã được người hành hương Tây Ban Nha Egeria ghi lại từ khoảng năm 380.
""Không xa đó (Caphanaum) là một số bậc đá nơi Chúa đứng. Và trong cùng một vị trí gần biển là một cánh đồng cỏ đầy cỏ khô và nhiều cây cọ. Gần đó là 7 dòng suối, dòng nào cũng chảy mạnh. Và đây là cánh đồng mà Chúa đã cho dân chúng ăn bằng 5 chiếc bánh và hai con cá. Trên thực tế, phiến đá mà trên đó Chúa đặt bánh đã được làm thành một bàn thờ. Bên ngoài nhà thờ có một con đường công cộng mà trước đây tông đồ Mátthêu đã từng đặt trạm thu thuế ở đó, khi ông còn làm người thu thuế. Gần nơi đây có một ngọn đồi mà Chúa đã giảng bài Tám mối Phúc thật".
Nhà thờ đầu tiên được Joseph thành Tiberias xây dựng khoảng năm 352, và dường như đã bị phá hủy bởi một trận động đất vào năm 419. Khoảng năm 480 thượng phụ Matryrios đã xây lại một nhà thờ khác và mở rộng đáng kể, với sàn nhà ghép khảm. Năm 614, người Ba Tư đã phá nhà thờ thời đế quốc Byzantine này và khu này bị bỏ hoang trong khoảng 1.300 năm.
Năm 1888 khu đất này được "Hội Truyền giáo Đức ở Palestine" (Deutsche Katholische Palaestinamission) cùng Giáo phận Köln mua. Một cuộc điều tra khảo cổ đầu tiên được tiến hành vào năm 1892, sau đó là các cuộc khai quật đầy đủ bắt đầu từ năm 1932 do các nhà khảo cổ Đức - linh mục E. Mader, dòng Biển Đức và Alfons Maria Schneider - lãnh đạo. Cuộc khai quật năm 1932 đã phát hiện ngôi nhà thờ thời đế quốc Byzantine với tường bằng đá bazan đen cùng sàn ghép tranh khảm. Cuộc khai quật năm 1936 lại phát hiện thêm tàn tích của ngôi nhà thờ nhỏ hơn từ thế kỷ thứ 4, đúng như lời mô tả của người hành hương Egeria.
Nhà thờ hiện nay được xây dựng từ năm 1980 đến 1982 bởi các kiến trúc sư người Đức ở Köln - Anton Goergen và Fritz Baumann - giống như sơ đồ nhà thờ thời đế quốc Byzantine ở thế kỷ thứ 5. Nhà thờ gồm một gian giữa và 2 gian cạnh cùng một cánh ngang, với gian cung thánh nằm ở đầu nhà thờ. Bên dưới bàn thờ chính là một phiến đá vôi được tìm thấy khi khai quật, được cho là chỗ xưa kia Chúa đã đặt bánh và cá lên để làm phép biến hóa ra nhiều. Cửa chính của nhà thờ được thiết kế bởi điêu khắc gia người Đức Elmar Hillebrand.
Nhà thờ này được thánh hiến năm 1982 và trực thuộc quyền quản lý của một chi nhánh Dòng Biển Đức của Tu viện Đức Mẹ An giấc ở Jerusalem.
Tháng 4 năm 2014, nhà thờ này đã bị một nhóm người Do Thái cực hữu làm uế tạp, vài tuần lễ trước chuyến viếng thăm Israel của Đức Giáo hoàng Phanxicô.

### Các tranh khảm
Một trong những điểm chính nổi bật của nhà thờ là những tranh khảm từ thế kỷ thứ 5 đã được phục hồi. Những tranh khảm này là những mẫu sớm nhất được biết đến của nghệ thuật Kitô giáo tại Đất Thánh. Các tranh khảm ở 2 cánh ngang mô tả các loài chim lội nước và các cây cối khác nhau, với một vị trí nổi bật cho hoa sen. Hoa này - không có ở vùng Đất Thánh - cho thấy các nghệ sĩ đã sử dụng một cảnh quan vùng sông Nil phổ biến trong nghệ thuật La Mã và Byzantine thời kỳ đầu. Tất cả các họa tiết khác mô tả thực vật và động vật từ vùng Galilê. Các tranh khảm ở phía trước bàn thờ mô tả hai con cá ở hai bên cạnh một giỏ chứa bánh mì.